# William Stewart (cyklist)
William George Alexander "Jock" Stewart, född 15 december 1883 i Dufftown, död 9 augusti 1950 i Bishop's Stortford, var en brittisk tävlingscyklist.

## Karriär
Vid olympiska sommarspelen 1920 i Antwerpen tog Stewart silver i lagförföljelse tillsammans med Albert White, Thomas Johnson och Albert Alden. Han slutade även på fjärde plats i tandem tillsammans med Albert Alden och deltog även i 50 km bancykling.
Vid olympiska sommarspelen 1924 i Paris tävlade Stewart i lagförföljelse tillsammans med Frederick Habberfield, Thomas Harvey och Herbert Lee. Det brittiska laget blev utslagna i den första omgången mot Frankrikes lag.